# Поцо Мелито (Бари)
Поцо Мелито (итал. Pozzo Mellitto) је насеље у Италији у округу Бари, региону Апулија.
Према процени из 2011. у насељу је живело 9 становника. Насеље се налази на надморској висини од 365 м.